# ماريانا غارسيس كوردوبا
ماريانا غارسيس كوردوبا هي محامية وسياسية كولومبية شغلت منصب تاسع وزيرة للثقافة في كولومبيا (2010-2018).

## حياتها
كوردوبا من مواليد سانتياغو دي كالي، درست القانون في جامعة لوس إنديز في بوغوتا وتخصصت في التسويق والأعمال الدولية من المعهد الكولومبي للدراسات العليا في إنكولدا [الإنجليزية] (Icesi) في كالي.

## مسيرتها المهنية
ارتبطت بالمنطقة وثقافتها، بما في ذلك العمل كمدير عام لشركة تيلي باسيفيكو [الإنجليزية]، وعضو في لجنة التلفزيون الوطنية ومدير جمعية تعزيز الفنون في كالي (بورأرتيس) والمدير التنفيذي للأوركسترا الفيلهارمونية في فالي ديل كاوكا في 2002، ووزيرة الثقافة والسياحة في كالي في الفترة من 2005 إلى 2007 وفي بعض الأحيان، تولت منصب مدير مهرجان كالي الدولي للفنون.
اختارها الرئيس خوان مانويل سانتوس لتحل محل باولا مارسيلا مورينو زاباتا [الإنجليزية] كتاسع وزيرة للثقافة في كولومبيا في 7 أغسطس 2010 وظلت في منصبها حتى 2018 عندما حلت كارمن فاسكيز محلها.